# Pseudoeurycea saltator
Pseudoeurycea saltator ist eine Salamanderart aus der Gattung der Mexiko-Salamander.  Sie ist im mexikanischen Bundesstaat Oaxaca endemisch. Das Artepitheton saltator bezieht sich auf die Eigenschaft dieses Salamanders bei Gefahr davon zu springen.

## Merkmale
Mit einer Kopf-Rumpf-Länge von 45 bis 48 mm zählt Pseudoeurycea saltator zu den kleinsten Vertretern der Gattung Pseudoeurycea. Die Schwanzlänge beträgt 36,4 mm. Die Oberseite ist einfarbig dunkelgrau mit einem helleren dorsalen Mittelstreifen. An der Schwanzspitze ist entlang der Dorsallinie eine auffällige, charakteristische weiße oder cremefarbene Pigmentierung zu erkennen. Bauch und Kinn sind hell grau. Die Schwanzunterseite ist dunkler. Das Skelett von Pseudoeurycea saltator hat einen Halswirbel, 14 Rumpfwirbel (davon 13 Rippenwirbel), ein Kreuzbeinwirbel, zwei Wirbel zwischen Kreuzbein und Schwanzbasis sowie 31 Schwanzwirbel.

## Verbreitung
Pseudoeurycea saltator kommt an den nördlichen Hängen der Sierra de Juárez oberhalb der Region Vista Hermosa und im südlichen Valle Nacional im mexikanischen Bundesstaat Oaxaca vor.

## Lebensraum und Lebensweise
Pseudoeurycea saltator bewohnt Nebelwälder in Höhenlagen zwischen 1.500 und 2.000. Er hält sich häufig in acht Meter Höhe auf epiphytisch wachsenden Bromelien auf, ist aber auch manchmal am Boden unter Holzblöcken oder unter Rinde zu finden. Degradierte Wälder werden gemieden. Diese Art ist unabhängig von Gewässern, da sie kein aquatiles Kaulquappenstadium durchläuft, sondern eine direkte Entwicklung der Eier stattfindet. Mehr ist über seine Lebensweise nicht bekannt.

## Status
Die IUCN stuft Pseudoeurycea saltator in die Kategorie „vom Aussterben bedroht“ (critically endangered) ein. Diese Art lebt in Waldfragmenten, die nicht unter Schutz stehen. Die größte Gefährdung geht von Ackerbau, Weidewirtschaft und Rodung aus.